# آنریل تورنومنت ۲۰۰۴
آنریل تورنومنت ۲۰۰۴ (به انگلیسی: Unreal Tournament 2004) یک بازی ویدیویی تیراندازی اول شخص است که توسط اپیک گیمز و Digital Extremes ساخته شده است. بازی بخشی از مجموعه آنریل است که دنباله آنریل تورنومنت ۳ نیز محسوب می‌شود.
آنریل تورنومنت ۲۰۰۴ بیشتر ویژگی‌های نسخه قبلی خود از جمله تغییرات قابل توجه مکانیک گیم پلی و ارائه تصویر را دارد. یکی از مهم‌ترین موارد اضافه شده در آنریل تورنومنت ۲۰۰۴، وسایل نقلیه و حالت Onslaught است که امکان نبردهای گسترده را فراهم می‌کند.
دنباله آن، آنریل تورنومنت ۳، در ۱۹ نوامبر ۲۰۰۷ منتشر شد.

## داستان
این بازی در جهانی شکل گرفته که انسان‌ها مدت‌ها قبل از آن با Skaarj جنگ کرده‌اند و امپراتوری کهکشانی خود را به لرزه درآورده اند.

## بازتاب‌ها
| گردآورنده  | امتیاز              |
| ---------- | ------------------- |
| گیم‌رنکینگز | 94% (50 reviews)    |
| متاکریتیک  | 93/100 (48 reviews) |

| ناشر                     | امتیاز |
| ------------------------ | ------ |
| وان‌آپ.کام                | 9/10   |
| کامپیوتر گیمینگ ورلد     | [ ۶ ]  |
| سی‌وی‌جی                   | 9.4/10 |
| یوروگیمر                 | 9/10   |
| گیم اینفورمر             | 9.5/10 |
| گیم‌پرو                   | 5/5    |
| گیم رولیشن               | A-     |
| گیم‌اسپات                 | 9.4/10 |
| گیم‌اسپای                 | [ ۱۳ ] |
| گیمز ریدار+              | [ ۱۴ ] |
| آی‌جی‌ان                   | 9.4/10 |
| پی‌سی گیمر (ایالات متحده) | 92/100 |
| ایکس پلی                 | [ ۱۷ ] |

پس از انتشار، آنریل تورنومنت ۲۰۰۴ با استقبال گسترده منتقدان روبرو شد. بسیاری از منتقدان ماهیت منحصر به فرد، سریع، سرگرم‌کننده و چالش‌برانگیز بازی را به عنوان امتیاز اصلی فروش آن ستایش کرده‌اند، در حالی که طرفداران از پشتیبانی پس از انتشار و قابلیت‌های گسترده اصلاح شده تمجید می‌کردند. بازی در گیم‌رنکینگز امتیاز ۹۴٪ و در متاکریتیک نمره ۹۳/۱۰۰ را دارد.

### جوایز
| نشریه                | دسته                         | نتیجه | منبع   |
| -------------------- | ---------------------------- | ----- | ------ |
| کامپیوتر گیمینگ ورلد | تیراندازی (چندنفره) سال      | برنده | [ ۱۸ ] |
| آی‌جی‌ان               | بهترین بازی چندنفره          | برنده | [ ۱۹ ] |
| گیم‌اسپای             | بهترین بازی چندنفره          | برنده | [ ۲۰ ] |
| Apple Design Awards  | بهترین محصول سرگرمی Mac OS X | برنده | [ ۲۱ ] |